# Campionato mondiale cadetti di scherma 1989
Il Campionato mondiale cadetti di scherma del 1989 ("1989 World Cadets Fencing Championships") è stato organizzato dalla Federazione internazionale della scherma e si è svolto a Lisbona in Portogallo dal 13 al 14 maggio.
Nel fioretto, si sono aggiudicati i titoli del campionato mondiale il tedesco Wolfgang Wienand, che ha battuto in finale l'italiano Alvise Dorizzi, e l'italiana Valentina Vezzali che ha avuto la meglio sulla tedesca Simone Bauer.
Nella spada il tedesco Alexander Rüdinger ha battuto in finale il tedesco Arkadius Lemanowicz.
Nella sciabola l'italiano Ivan Lombardo prevale sul magiaro Gabor Körmöczi.

## Podi

### Uomini
| Specialità  | Oro                | Argento             | Bronzo          |
| Individuali |                    |                     |                 |
| Fioretto    | Wolfgang Wienand   | Alvise Dorizzi      | Oskar Granler   |
| Spada       | Alexander Rüdinger | Arkadius Lemanowicz | Attila Sarkoezi |
| Sciabola    | Ivan Lombardo      | Gabor Körmöczi      | Patrizio Stark  |

### Donne
| Specialità  | Oro               | Argento      | Bronzo         |
| Individuali |                   |              |                |
| Fioretto    | Valentina Vezzali | Simone Bauer | Lilach Parisky |

## Medagliere
| Pos.   | Nazione  | Oro | Argento | Bronzo | Totale |
| ------ | -------- | --- | ------- | ------ | ------ |
| 1      | Germania | 2   | 2       | 1      | 5      |
| 2      | Italia   | 2   | 1       | 0      | 3      |
| 3      | Ungheria | 0   | 1       | 1      | 2      |
| 4      | Svezia   | 0   | 0       | 1      | 1      |
| 4      | Israele  | 0   | 0       | 1      | 1      |
| Totale | Totale   | 4   | 4       | 4      | 12     |